# Jorge Salvador Hernández Mollar
Jorge Salvador Hernández Mollar (ur. 3 września 1945 w Melillą) – hiszpański polityk i prawnik związany z Melillą, parlamentarzysta krajowy, w latach 1995–2004 eurodeputowany IV i V kadencji.

## Życiorys
Z wykształcenia prawnik. Organizował struktury Sojuszu Ludowego, następnie kierował lokalną organizacją Partii Ludowej. Był członkiem Senatu III kadencji i następnie Kongresu Deputowanych IV kadencji.
W 1995 objął mandat posła do Parlamentu Europejskiego. W wyborach w 1999 uzyskał reelekcję na kolejną kadencję. Należał do grupy chadeckiej, pracował w Komisji Wolności i Praw Obywatelskich, Sprawiedliwości i Spraw Wewnętrznych (od 2002 jako jej przewodniczący). W PE zasiadał do 2004. Później zajął się m.in. działalnością publicystyczną.